# Powrót do przyszłości (serial animowany)
Powrót do przyszłości (ang. Back to the Future, 1991–1993) – amerykański serial animowany oparty na podstawie fabuły z trylogii Powrót do przyszłości. Składa się on z dwóch sezonów, każdy po 13 odcinków, które wyemitowała telewizja CBS w latach 1991–1992. W 2003 roku powtórki wyemitowała telewizja FOX. Pod koniec lat 90. wyemitowała go w Polsce TVP1 (z dubbingiem) oraz RTL 7 (z lektorem). Od 1 września 2009 roku serial był ponownie emitowany na antenie TVP1.
Serial animowany był produkowany przez Universal Cartoon Studios przy współpracy z Amblin Entertainment. Na obsadę składali się David Kaufman jako Marty oraz Dan Castellaneta jako Doc Brown. Do swojej roli z filmu powrócili Mary Steenburgen jako Clara Clayton Brown oraz Thomas F. Wilson jako Biff Tannen. Każdy odcinek posiada nieanimowaną sekwencję początkową i końcową, w której w rolę Emmetta Browna ponownie wcielił się Christopher Lloyd. W tejże części na koniec każdego odcinka prezentowane są proste eksperymenty powiązane z fabułą filmu. Jako eksperymentator wystąpił znany w USA popularyzator nauki Bill Nye. Sezon pierwszy został wyprodukowany przez Boba Gale’a, a wyreżyserowany przez Peytona Reeda. Sezon drugi w całości wyprodukował i wyreżyserował Bob Gale.

## Wersja polska
Wersja polska: Master Film

Reżyseria: Henryka Biedrzycka

Dialogi: Stanisława Dziedziczak

Dźwięk: Monika Szuszkiewicz

Montaż: Agnieszka Kołodziejczyk

Kierownictwo produkcji: Romuald Cieślak

Wystąpili:
- Grzegorz Wons – Doktor Emmett Brown
- Jacek Sołtysiak – Marty McFly
- Lucyna Malec – Jules Brown
- Jacek Wolszczak – Verne Brown
- Zbigniew Suszyński – Biff Tannen i jego sobowtóry (odc. 1–18)
- Marek Lewandowski – Biff Tannen i jego sobowtóry (odc. 19–26)
- Agata Gawrońska – Klara Brown
- Aleksandra Rojewska – Jennifer Parker
- Maciej Damięcki – Mały Emmett Brown
- Małgorzata Duda
- Cezary Kwieciński – Biff Tannen Jr. (odc. 14, 17, 19–20)
- Tomasz Marzecki
- Jolanta Wilk
- Cezary Nowak
- Iwona Rulewicz
- Włodzimierz Bednarski
- Wojciech Machnicki
- Renata Dobrowolska
- Janusz Wituch
- Andrzej Ferenc
- Teresa Lipowska
- Rafał Walentowicz
- Wiesław Machowski
- Jan Kulczycki
- Jacek Czyż
- Jan Janga-Tomaszewski
- Robert Tondera
- Robert Czebotar
- Ryszard Olesiński – Walter Wisdom (odc. 14, 16)
- Joanna Jeżewska
- Józef Mika
- Robert Rozmus
- Andrzej Arciszewski
- Ryszard Radwański
- Agnieszka Matynia
- Włodzimierz Press
- Andrzej Gawroński
- Jacek Jarosz
- Mirosława Nyckowska
- Dariusz Odija
- Włodzimierz Nowakowski
- Mieczysław Gajda

Teksty piosenek: Ryszard Skalski

Opracowanie muzyczne: Eugeniusz Majchrzak

Śpiewał: Jacek Bończyk
Lektor: Maciej Gudowski

## Spis odcinków
| N/o            | Polski tytuł                 | Angielski tytuł                                           | podróż do...                                   |
| -------------- | ---------------------------- | --------------------------------------------------------- | ---------------------------------------------- |
|                |                              |                                                           |                                                |
| SERIA PIERWSZA |                              |                                                           |                                                |
|                |                              |                                                           |                                                |
| 01             | Bracia                       | Brothers                                                  | 11 lutego 1864, Chattanooga                    |
|                |                              |                                                           |                                                |
| 02             | Rodzinne wakacje             | A Family Vacation                                         | 1367, Anglia                                   |
|                |                              |                                                           |                                                |
| 03             | Czarna magia                 | Witchcraft                                                | 23 września 1693, Salem                        |
|                |                              |                                                           |                                                |
| 04             | Na spotkanie przeszłości     | Forward to the Past                                       | 90 mln lat p.n.e., teren Hill Valley           |
|                |                              |                                                           |                                                |
| 05             | Duch Bożego Narodzenia       | Dickens of a Christmas                                    | 1845, Londyn                                   |
|                |                              |                                                           |                                                |
| 06             | Rzymskie wakacje             | Roman Holiday (a.k.a. Swing Low Chariot Race)             | 36, Rzym                                       |
|                |                              |                                                           |                                                |
| 07             | Puszczanie latawca           | Go Fly a Kite                                             | 2 września 1752, Filadelfia                    |
|                |                              |                                                           |                                                |
| 08             | Żaba dobra na wszystko       | Time Waits for No Frog                                    | 1532, Puszcza Amazońska                        |
| 08             | Przygoda Einsteina           | Einstein’s Adventure                                      | 1790, Sydney                                   |
|                |                              |                                                           |                                                |
| 09             | Do ataku!                    | Batter Up                                                 | 1897                                           |
|                |                              |                                                           |                                                |
| 10             | Żeglarze Układu Słonecznego  | Solar Sailors                                             | 15 grudnia 2091, Hill Valley                   |
|                |                              |                                                           |                                                |
| 11             | Rodzina Klary                | Clara’s Folks                                             | 3 marca 1850, Wyoming                          |
|                |                              |                                                           |                                                |
| 12             | Wyprawa na ryby              | Gone Fishing                                              | 5 sierpnia 1926, Milwaukee                     |
|                |                              |                                                           |                                                |
| 13             | Myśleć, czy nie myśleć       | Retired                                                   | plejstocen                                     |
|                |                              |                                                           |                                                |
| SERIA DRUGA    |                              |                                                           |                                                |
|                |                              |                                                           |                                                |
| 14             | Jak Verne wysiedział jajko   | Verne Hatches An Egg                                      | 100 mln lat p.n.e., Chattanooga                |
|                |                              |                                                           |                                                |
| 15             | Czarny Mac                   | Mac the Black                                             | 1697, Karaiby                                  |
|                |                              |                                                           |                                                |
| 16             | Pogoda dla mądrych           | Put On Your Thinking Caps, Kids! It’s Time for Mr Wisdom! | Starożytny Egipt; 1883, Krakatau               |
|                |                              |                                                           |                                                |
| 17             | Przyjaciel w potrzebie       | A Friend in Deed                                          | 1875                                           |
|                |                              |                                                           |                                                |
| 18             | Marty w wojsku               | Marty McFly PFC                                           | 27 września 1944, Hill Valley                  |
|                |                              |                                                           |                                                |
| 19             | Cudowne drzewko              | The Money Tree                                            | –                                              |
|                |                              |                                                           |                                                |
| 20             | Bravelord i demon Monstracks | Bravelord and the Demon Monstrux                          | –                                              |
|                |                              |                                                           |                                                |
| 21             | Nowy przyjaciel              | Verne’s New Friend                                        | 7 kwietnia 1933, Hill Valley                   |
|                |                              |                                                           |                                                |
| 22             | Zaciemnienie                 | Hill Valley Brown-Out                                     | –                                              |
|                |                              |                                                           |                                                |
| 23             | Nowe imię                    | A Verne By Any Other Name                                 | 1888, Paryż; 29 października 1888, Hill Valley |
|                |                              |                                                           |                                                |
| 24             | Kosmici                      | My Pop’s An Alien                                         | 1967, Hill Valley                              |
|                |                              |                                                           |                                                |
| 25             | Wspomnienia z St. Louis      | St. Louis Blues                                           | 29 czerwca 1904, St. Louis                     |
|                |                              |                                                           |                                                |
| 26             | Super doktor                 | Super Doc                                                 | 15 lutego 1952, Hill Valley                    |
|                |                              |                                                           |                                                |